# Félix de Nantes
Félix de Nantes. fue un obispo francés, regente de Nantes, que vivió durante el siglo VI. Según la tradición, mientras ejercía el obispado, ordenó y dirigió la construcción de la Catedral de Nantes. Su hagiógrafo fue San Gregorio de Tours

## Hagiografía
Félix nació en el seno de la nobleza de Aquitania, y se le consideraba un hombre sabio y virtuoso. Su elección como obispo se dio en el 459, cuanto contaba con treinta y tres (33) años. Según se cuenta, estaba casado con una noble de su nación, pero al abandonarlo ésta, Félix aceptó el obispado.
Como lo indica la tradición, tomó el proyecto de su antecesor y dirigió la construcción de la Catedral de Nantes, siendo Gregorio de Tours y Venancio Fortunato testigos oculares de la dirección del proyecto. Se dice que su generosidad y piedad hacia el pueblo lo llevó a iniciar el proyecto de anterior obispo de Nantes.
Félix falleció un 6 de enero del 582, y, según su historia, tuvo una vida en extremo larga, para la época.

## Onomástico y Culto público
Su fiesta se celebraba el 7 de junio, fecha en que se conmemora el traslado de sus reliquias. Actualmente se conmemora su celebración el día de su fallecimiento, el 6 de enero.